# Uno scoiattolo vagabondo
Uno scoiattolo vagabondo (in russo Лесные путешественники?, Lesnye putešestvenniki) è un cortometraggio d'animazione sovietico del 1951 realizzato dallo studio di animazione Sojuzmul'tfil'm.

## Trama
Nella foresta dove vivono tre scoiattoli e la loro mamma non c'è più cibo. Non ci sono più funghi, bacche e pigne, così la mamma decide di cercare un'altra foresta dove vivere ma essendosi ferita alla zampa per salvare le vite dei suoi tre cuccioli da una martora, ci pensa uno di loro, Scatty, ad andare in avanscoperta. Durante il tragitto si avventura in una diga e fa amicizia con dei castori che lo avevano salvato dall'annegamento. In seguito arriva nella foresta desiderata e trova un albero in cui trasferirsi con i due fratelli e la mamma. Ritornato indietro per guidare la sua famiglia a destinazione, si imbatte nuovamente nella martora, che sta per mangiarlo ma un fulmine colpisce un albero che cade addosso al predatore, uccidendolo. I quattro scoiattoli giungono infine nella loro nuova sistemazione contenti di vivere in una foresta ricca di cibo.

## Distribuzione italiana
La videocassetta VHS del film venne distribuita in Italia dalla Alfadedis Entertainment nel marzo 1998 con all'interno altri due film d'animazione: Il brutto anatroccolo e L'incantesimo dello gnomo. Questa versione è tratta dalla serie americana Animated Showcase Classic. Venne in seguito trasmesso su Rai 3 nella stessa versione ma con il titolo Il piccolo esploratore e con un altro doppiaggio, con il titolo della serie cambiato in Fiabe da terre lontane.

## Doppiaggio italiano
Il primo doppiaggio fu a cura della SEDIF, mentre il secondo fu eseguito da Doppiaggio Internazionale.